# L'home del tanc de Tiananmen
L'home del tanc (en anglès: tank man), també anomenat el rebel desconegut (the unknown rebel), és el sobrenom que s'atribuí a un home desconegut que esdevingué internacionalment famós quan fou gravat i fotografiat dret davant d'una fila de tancs durant la revolta de la plaça de Tiananmen del 1989 a la República Popular de la Xina. La imatge fou captada el 5 de juny per tres fotògrafs com a mínim des dels balcons de l'hotel Beijing, a la plaça de Tiananmen: els estatunidencs Jeff Widener, per a l'agència Associated Press (AP), i Charlie Cole, per a la revista Newsweek, i el britànic Stuart Franklin, de Magnum, per a la revista Time. La fotografia de Widener és una de les més reconegudes. Fou presa amb una càmera Nikon i una lent de 300 mil·límetres des d'un balcó situat a 200 metres de l'escena. La nit anterior, el fotògraf havia estat assaltat i agredit per la policia xinesa, la qual va confiscar-li el material captat durant la repressió contra els estudiants. Per aquest motiu, després de prendre aquesta i altres fotografies, va amagar el carret a la cisterna del vàter i no fou trobat, tot i els posteriors registres de l'habitació, i fou més tard enviat a la seva redacció.
La fotografia i el metratge de l'home dempeus, sol davant d'una fila de tancs, es van emetre aquella mateixa nit. Fou titular en centenars de diaris i revistes, i el principal titular en molts noticiaris arreu del món. L'abril de 1998, la revista estatunidenca Time va incloure el «rebel desconegut» a la llista de les cent persones més influents del segle xx.